# 刘锐 (1973年)
刘锐（1973年10月—），辽宁鞍山人，汉族，中国共产党党员。中华人民共和国政治人物、第十三届全国人民代表大会浙江省代表。

## 生平
2018年，刘锐被选为浙江省出席第十三届全国人民代表大会代表。